# California (Maryland)
California is een plaats (census-designated place) in de Amerikaanse staat Maryland, en valt bestuurlijk gezien onder St. Mary's County.

## Demografie
Bij de volkstelling in 2000 werd het aantal inwoners vastgesteld op 9307.

## Geografie
Volgens het United States Census Bureau beslaat de plaats een oppervlakte van
38,4 km², waarvan 33,5 km² land en 4,9 km² water.

## Plaatsen in de nabije omgeving
De onderstaande figuur toont nabijgelegen plaatsen in een straal van 16 km rond California.